# Cá cóc bướu Hải Nam
Tylototriton hainanensis (tên tiếng Anh: Hainan Knobby Newt) là một loài kỳ giông thuộc họ Salamandridae.
Loài này chỉ có ở Trung Quốc.
Môi trường sống tự nhiên của chúng là rừng ẩm vùng đất thấp nhiệt đới hoặc cận nhiệt đới, đầm nước ngọt, và đầm nước ngọt có nước theo mùa.
Chúng hiện đang bị đe dọa vì mất môi trường sống.